# Така (река)
Така, Кестеньгский ручей — река в России, протекает по территории Кестеньгского сельского поселения Лоухского района Республики Карелии. Длина реки — 31 км, площадь водосборного бассейна — 143 км².
Река берёт начало из озера Ярошъярви на высоте 152,1 м над уровнем моря и далее течёт преимущественно по заболоченной местности, несколько раз меняя своё направление.
Река в общей сложности имеет 18 малых притоков суммарной длиной 45 км, один из левых притоков — из озера Синеярви.
В верхнем течении Така протекает через озеро Киекки.
Впадает на высоте 109,5 м над уровнем моря в Топозеро.
В устье реки располагается посёлок Кестеньга, через который, пересекая реку, проходит трасса 86К-127 («Р-21 „Кола“ — Пяозерский — граница с Финляндской Республикой»), а также железнодорожная ветка Лоухи — Пяозеро.
Код объекта в государственном водном реестре — 02020000412202000000144.

## См. также

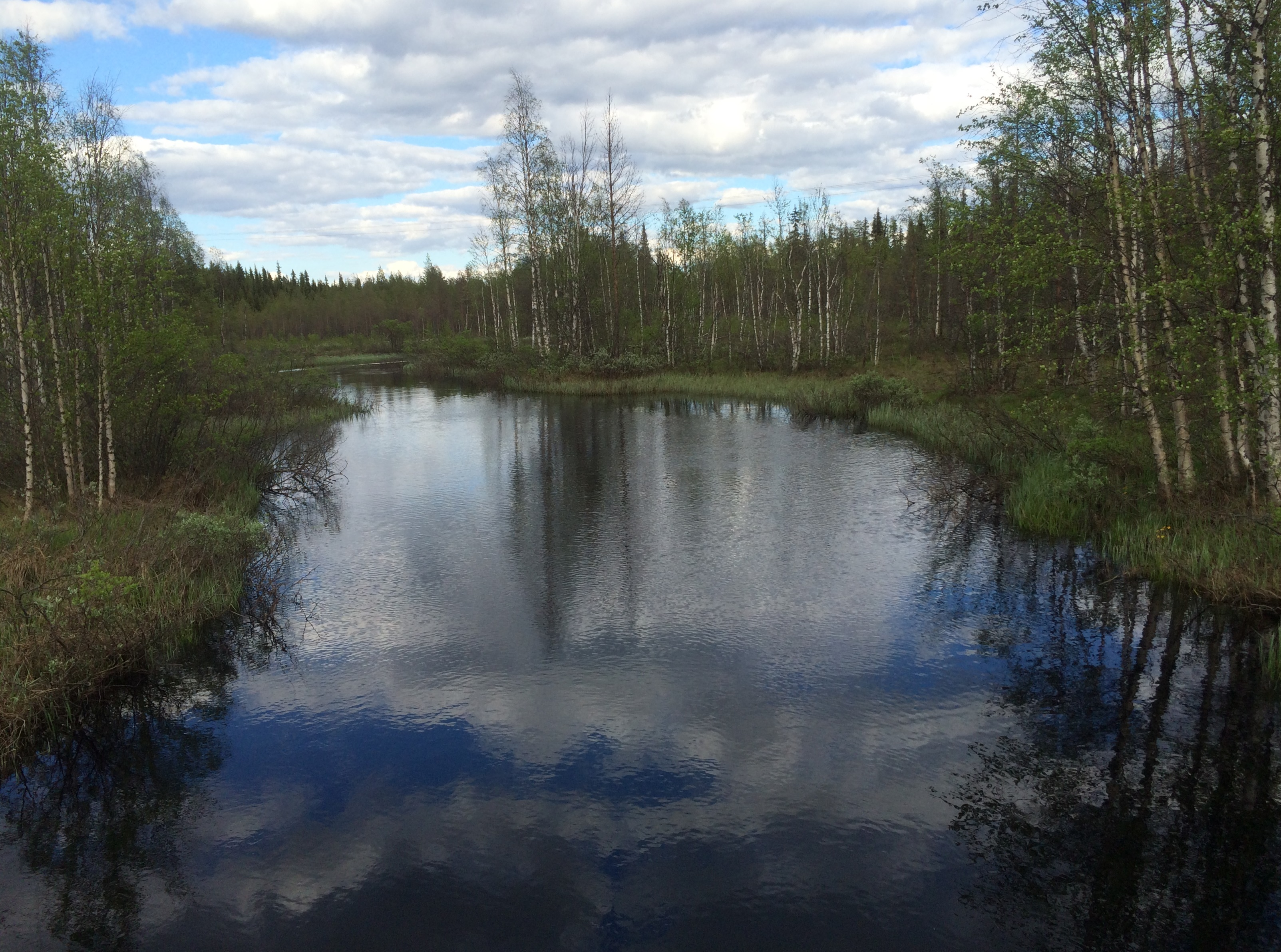
Вид против течения (с автомобильного моста)